# Live in Japan (álbum de Chicago)
Live in Japan es un álbum en vivo de la agrupación estadounidense de rock Chicago, grabado en 1972 en una presentación de la banda en Osaka y publicado finalmente en 1975.

## Lista de canciones

### Lado 1
1. "Dialogue (Part I & II)" – 6:55
2. "A Hit by Varèse" – 4:43
3. "Lowdown" – 4:14
4. "State of the Union" – 8:14
5. "Saturday in the Park" – 4:19

### Lado 2
1. "Ballet for a Girl in Buchannon" - 14:05
  1. "Make Me Smile" – 3:17
  2. "So Much to Say, So Much to Give" – 0:59
  3. "Anxiety's Moment" – 1:02
  4. "West Virginia Fantasies" – 1:32
  5. "Colour My World" – 3:22
  6. "To Be Free" – 2:17
  7. "Now More Than Ever" – 1:36
2. "Beginnings" – 6:36
3. "Mississippi Delta City Blues" – 5:50

### Lado 3
1. "A Song for Richard and His Friends" – 7:54
2. "Does Anybody Really Know What Time It Is? [Free Form Intro]" – 6:15
3. "Does Anybody Really Know What Time It Is?" – 3:53
4. "Questions 67 and 68" – 4:51

### Lado 4
1. "25 or 6 to 4" – 9:14
2. "I'm a Man" – 10:43
3. "Free" – 6:29

## Créditos
- Peter Cetera - bajo, voz
- Terry Kath - guitarra, voz
- Robert Lamm - teclados, voz
- Lee Loughnane - trompeta, percusión, coros
- James Pankow - trombón, percusión, coros
- Walter Parazaider - instrumentos de viento, percusión, coros
- Danny Seraphine - batería